# V.s. (muziek)
De afkorting v.s. komt van het Italiaanse volti subito. Het betekent: 'sla snel om'.
Doorgaans staat de afkorting in de partituur vermeld rechtsonder de laatste notenbalk op een pagina. De afkorting is een waarschuwing dat men weinig tijd heeft om de bladmuziek om te slaan, omdat er linksboven op de volgende pagina direct weer muzikale informatie is die gelezen dient te worden. 
Het afdrukken van bladmuziek gebeurt meestal zo, dat er comfortabel kan worden omgeslagen, bijvoorbeeld door de laatste maten van een pagina zo te lay-outen dat er veel rusten in staan, of dat een hand niet hoeft te spelen, of een lange noot heeft. Dit is echter niet altijd mogelijk, en dan wordt de genoemde waarschuwing geplaatst.
In plaats van de afkorting wordt ook weleens een klein brilletje gedrukt of ingeschreven, ten teken dat men alert dient te zijn bij het omslaan. Moderne muzieknotatiesoftware is soms in staat om dit brilletje of deze afkorting automatisch te plaatsen indien de volgende pagina bijvoorbeeld veel snelle noten bevat, of een complexe passage gespeeld dient te worden.